# Критика Католической церкви
Критика католической церкви — включает в себя критические замечания, основанные на текущих или исторических действиях, учениях, упущениях, структурах и богословских разногласиях Католической церкви. Критики католической церкви чаще всего рассматривают понятия папского примата и превосходства, или аспекты церковной структуры и управления. Поскольку католическая церковь,  
представляющая более половины всех христиан и одну шестую часть населения земного шара, является крупнейшей христианской церковью,  эта критика не совпадает с мнением большинства христиан.
Критика католической церкви в прошлые века была более тесно связана с богословскими и экклезиологическими спорами. Появление протестантской Реформации (XVI век в Европе) произошло в немалой степени из-за злоупотреблений коррумпированным духовенством, а также богословскими противоречиями.
Политические разногласия усугубляются богословскими разночтениями между протестантами и католиками и по сей день дебаты начавшиеся в эпоху Реформации нашли своё отражение в разнообразии христианских конфессий. Современная критика католической церкви обращается к вопросам философии и культуре, а также например, противостоянию христианства и гуманизма. Однако это относится не только к Католической церкви, но и ко всем христианским деноминациям.

## Инквизиция

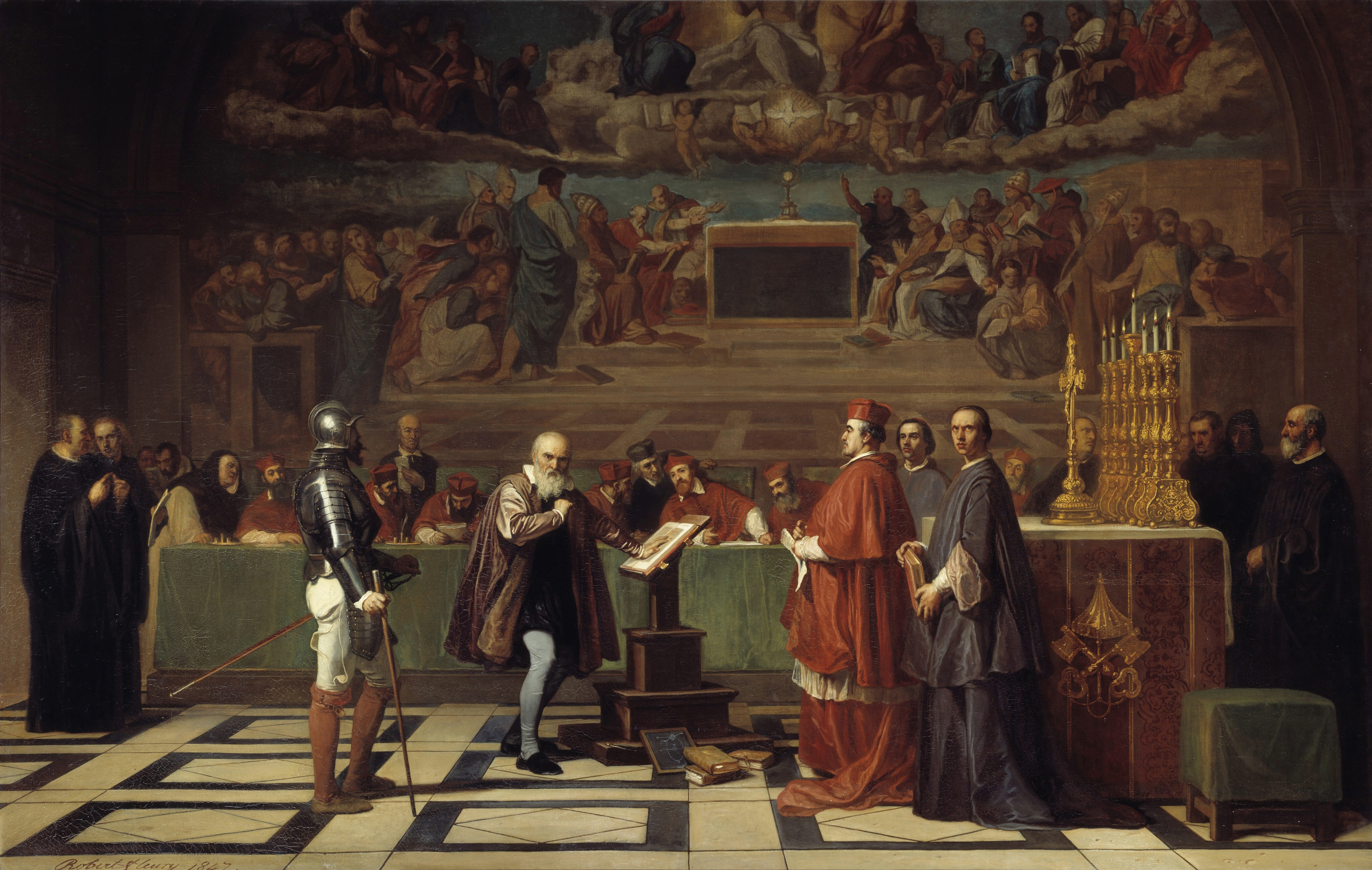
Галилео Галилей перед судом инквизиции. Картина Жозефа-Николя Робер-Флёри, 1847, Лувр

Во времена инквизиции, правительства Испании, Англии, Италии, Франции и некоторых других государств привлекали к ответственности тех христиан, которые публично выражали несогласие с ключевыми доктринами католической веры. Полагая, что души еретиков подвергаются опасности быть отправленными в ад, власти использовали все средства, которые они считали необходимыми, в том числе и сожжение.